# Диктатура Центрокаспия
Диктатура Центрокаспия (азерб. Sentrokaspi Diktaturası) — временное правительство, действовавшее в Баку с момента отставки Бакинского СНК 1 августа 1918 и до взятия Баку Кавказской исламской армией под командованием Нури-паши 15 сентября 1918 года.
Название происходит от сокращения Центрокаспий — Центральный комитет Каспийской военной флотилии. Это был высший выборный орган Каспийской военной флотилии, созданный в Баку 18 ноября 1917 года, на съезде флотилии, одновременно с одобрением власти Советов в Баку.
В первом составе Центрокаспия преобладали эсеры и меньшевики. Диктатура состояла из 5 диктаторов. Основными людьми, которые свергли коммуну, были Х. Тушов (один из диктаторов), Печенкин, М. Тюшков, Бушев, Лемли (один из диктаторов), Ермаков (один из диктаторов) с Каспийского флота, Лев Уманский, Абрам Велунц (один из диктаторов), Гр. Айолла и М. М. Садовский из меньшевиков, А. Аракелян и С. Малик-Эльчиян из дашнаков.
С апреля 1918 года из 12 членов Центрокаспия пятеро были большевиками во главе с председателем Центрокаспия Аркадием Кузьминским, остальные 7 — беспартийные матросы, сочувствовавшие большевикам.
После отставки Бакинского Совнаркома, в начале августа избран третий состав Центрокаспия, состоявший из эсеров, меньшевиков и дашнаков. Этот состав поддержал Временный исполнительный комитет Бакинского Совета.

## Поддержка Британии
Диктатура опиралась на поддержку британских военных соединений, находившихся в регионе, чтобы остановить наступающую Кавказскую исламскую армию, которая шла к Баку. Небольшие британские силы под командованием генерала Лионеля Данстервилля были отправлены в Баку и помогли главным образом дашнакским армянам не допустить Кавказскую исламскую армию во время битвы за Баку. Однако 15 сентября 1918 года Баку был взят азербайджано-османской армией, которая вошла в столицу, что впоследствии привело к эвакуации британских войск и бегству большей части армянского населения. После того, как Османская империя подписала Мудросское перемирие 30 октября 1918 года, 17 ноября в Баку высадились отрядом около 2000 солдат Британской Индийской армии под командованием генерал-майора У. М. Томсона, объявившего себя военным губернатором Баку и потребовавшего вывода войск АДР из столицы. С этого времени по апрель 1919 гг. военное министерство АДР, созданное 7 ноября, располагалось в Гяндже. Поначалу генерал Томсон отказывался признавать Азербайджанское правительство и заявлял, что «республики, родившейся согласно всеобщему желанию азербайджанского народа, не существует; имеется только правительство, организованное интригой турецкого командования». 16 ноября 1918 года Томсон встретился с представителями правящей партии АДР  "Мусават" Насиб-беком Усуббековым, Мусой беком Рафиевым и Ахмед-беком Агаевым. Он изложил им свои цели:
1. К 10 часам утра 17 ноября Баку должен быть очищен от всех войск, как азербайджанских, так и турецких;
2.  Баку будет оккупирован, тогда как остальная часть страны останется под контролем азербайджанского правительства и его войск;
3. Азербайджан официально не признается, но представители Англии, Франции и Америки установят связи с его правительством де-факто.
4. Все учреждения будут функционировать как обычно за исключением следующих изменений:
а) генерал Томсон становится генерал-губернатором Баку;
б) он возглавляет городскую милицию;
в) Городской Думе снова будет предоставлена свобода действия;
г) Л. Бичерахов и его части вступят в Баку вместе с британскими войсками;
д) вооруженные армяне не будут допущены в Баку.
Он отрицал, что англичане вмешиваются во внутренние дела:. «Принцип самоопределения народов принят на Парижской мирной конференции, и Азербайджан из него не будет исключён»

26 декабря парламент АДР утвердил состав нового правительства, где главой был выбран Фатали Хан Хойский. В связи с этим генерал Томсон 28 декабря выступил с декларацией следующего содержания: 
«В виду образования коалиционного 36 Азербайджанского правительства под председательством Фатали Хан Хойского, объявляю, что Союзное Командование будет оказывать полную поддержку этому правительству, как единственной местной законной власти в пределах Азербайджана»